# 藤原定賴
藤原定賴（日语：／ Fujiwara no Sadayori */?，995年—1045年2月8日）是日本平安時代中期的公卿和歌人，官位是正二位權中納言，亦是中古三十六歌仙和《百人一首》歌人之一，有46首作品收錄於敕撰和歌集內，藤原北家小野宮流出身，父親是同為《百人一首》歌人的正二位權大納言藤原公任，號四條中納言。

## 生平
按《公卿補任》記載，定賴生於正曆3年（992年），然而由於同書以及《中古歌仙三十六人傳》均記載他死於寬德2年正月19日（1045年2月8日），前者記載其享年51歲，後者則是50歲，鑑於《辨官補任》記載他在長和3年（1014年）就任右中辨時為20歲，因此出生年份實應為長德元年（995年），享年則是51歲，《國史大辭典》、《日本古典文學大辭典》和《和歌大辭典》均採納此說法。
寬弘4年12月25日（1008年2月5日），定賴叙爵為從五位下（皇太后宮御給），翌年正月就任為侍從，寬弘6年正月28日（1009年2月25日）獲任命為右近衛少將，翌年正月7日（1010年1月24日）升從五位上（少將勞），同年2月16日（3月4日）兼任伊予權介，同年閏2月20日（4月7日）升正五位下（皇太后宮去年御給），寬弘9年正月27日（1012年2月21日）再升至從四位下（少將）。長和3年正月27日（1014年3月1日），他就任右中辨，同年10月5日（10月31日）兼任中宮權亮。
長和4年9月20日（1015年11月4日），定賴升為從四位下（車駕自枇杷第還御之日中宮御給），翌年2月3日（1016年3月14日）獲准使用禁色。長和6年正月24日（1017年2月23日），他兼任勘解由長官，同年3月6日（4月5日）補任為藏人頭。寬仁元年8月2日（1017年8月25日），他升為正四位下（中宮日來御件朝臣宅。今日還御之次所敘也），翌年正月27日（1018年2月15日）就任內藏頭，同時離任勘解由長官，同年4月7日（4月25日）兼任近江權守，10月16日改為兼任皇太后宮權亮，12月則兼任大安寺長官。翌年12月21日（1020年1月18日），他轉任左中辨。
寬仁4年3月28日（1020年4月23日），定賴辭任內藏頭，同年9月19日（10月8日），按《左經記》記載，他獲任命為率分勾當、勸學院和興福寺別當，11月29日（12月16日）就任參議兼右大辨，續任近江權守，翌年2月1日（1021年3月16日）與大納言藤原齊信、權中納言源道方着座。治安2年12月8日（1023年1月2日），他升為從三位（大原野平野行幸行事賞），翌年2月12日（1023年3月6日）兼任備後權守，同年12月15日（1024年1月28日）轉任左大辨。長元2年正月24日（1029年2月10日），他就任為權中納言，長元6年正月5日（1033年2月7日）升正三位，同年4月9日（5月10日）獲准帶劍。長曆2年正月5日（1038年2月11日），他升為從二位。翌年，藤原教通之女藤原生子成為後朱雀天皇的後宮之際，礙於殿上人大多忌諱關白賴通，最終列席的只有定賴、藤原經家、藤原信長、藤原顯家和藤原經通。長久3年正月22日（1042年2月15日），他升為正二位（書殿舍額賞），翌年9月19日（1043年10月24日）兼任兵部卿，長久5年6月9日（1044年7月6日）因病出家，寬德2年正月19日（1045年2月8日）死去。

## 事蹟
定賴擅長管絃、誦經和書法，性格輕率、懶惰，被稱為「大懈怠人」（大懶人）、「天下懈怠白物」（天下懶惰蠢材）。早在寬弘8年（1011年）7月時，藤原道長已經對定賴有所不滿，當時定賴與其父公任雙雙缺席一條天皇的葬禮，遭到源俊賢誹謗嘲弄後，在同年8月2日（9月2日）舉行的一條院七七日法會結束後，原本負責給仕的定賴被道長免職。長和5年4月8日（1016年5月16日），道長在準備一條天皇即位後的大嘗會之際，以「大懈怠」為由解除定賴在大嘗會的職務，並且在眾人面前諷刺其才能，同時指責他是「天下懈怠白物」、「緩怠無極」。寬仁元年10月4日（1017年10月26日），藤原實資在籌備一代一度的仁王會時，由於負責的藤原資業同時兼任興建內裏，因此他請定賴幫忙募集僧人來填補空缺，但是他卻以身體不適為由拒絕，實資因此形容定賴真的是非常懶惰的人（頗る懈怠の人）。萬壽2年2月10日（1025年3月12日），實資冒著大雨與其子藤原資平一同參內，並且讓資平撰寫祈年穀奉幣的定文時，在賴通內覽的期間，姍姍來遲的定賴被實資批評其「大懈怠」，定賴對此則解釋道自己的雨衣被燒掉，因此為了到處找雨衣才遲到。除此之外，定賴在年少時也引起了不少問題，按《小右記》記載，他的隨從在長和3年12月1日（1014年12月25日）與敦明親王的雜人發生打鬥，導致其在12月5日（1014年12月29日）死去，按《御堂關白記》記載，定賴因此在翌年正月3日（1015年1月25日）遭到勘當而無法參予春日大社行幸。起因是定賴在面對敦明親王的一行人也沒有下車，得知此事的三條天皇下達追捕下手人的宣旨，道長最初相信定賴，要求天皇取消追捕，天皇則要求解任定賴在春日大社行幸時的職務，道長亦無視了這個要求，後來經過調查後得知錯在定賴，道長只好向天皇致歉，並且多次大罵定賴是無能者，定賴也因此無法參予春日大社行幸。寬仁2年4月2日（1018年4月20日），按《小右記》記載，定賴在直廬舉行宴會時，遭到藤原兼房破口大罵，定賴的和菓子也被兼房踢翻，他逃到住宿的地方後，兼房仍然不斷扔石進去，恍如下雨，之後兼房到殿上繼續破口大罵，最終兼房之父藤原兼隆遵照藤原道長之命，禁止兼房參內，此事也被認為是定賴恃才傲物，嘲諷兼房所致。按《江談抄》記載，他以賴通嘲諷源顯定一事來嘲諷顯定，然而此事本身卻是捏造，賴通得知後對定賴下達半年的勘當。寬仁3年2月9日（1019年3月18日），曾經擔任春日祭內藏寮使的定賴，在返回京都途中，將衣服賞賜給射殺了鹿的武士，實資認為「參拜春日大社的人看到鹿是吉兆，作為祭使居然讓人去射殺鹿，還要賜其衣服，實在讓人極度不快，為了向後世展示何謂善惡，我一定要將此記錄下來」。雖然定賴的書法在《御堂關白記》裡獲得讚賞，他也有份在長元9年（1036年）舉行的大嘗會的屏風上寫色紙形，長久2年（1042年）也寫過宮殿的門額而晉升至正二位，不過據春名好運的說法，他並沒有留下任何真跡，藤原賴通稱其「才能太賢，然而緩怠無極，如博雅者」，將他的才華如源博雅相題並論的同時，博雅本身也被人稱為「天下懈怠白物」。

## 和歌
- 《小倉百人一首》
權中納言定賴
菱川師宣繪本
- 《教導立志基》
定賴與小式部內侍
小林清親的浮世繪
- 定賴與小式部內侍
鈴木春信的浮世繪

定賴總共有46首和歌收錄於敕撰和歌集，歌風自由豁達，擅於物名歌的同時，也有平鋪直敘的敘景歌，歌合方面他參與過治安3年（1023年）8月舉行的土御門殿歌會、萬壽元年（1024年）9月舉行的駒競行幸後宴、長元5年10月18日（1032年11月23日）舉行的上東門院彰子菊合，以及長元8年5月16日（1035年6月24日）舉行的賀陽院水閣歌合（又稱長元八年關白左大臣賴通歌合）。另外，他與小式部內侍、大貳三位和相模等歌人也關係親密，按《十訓抄》記載小式部內侍之母和泉式部隨丈夫藤原保昌到丹後赴任，而在京都舉行的歌合則選中了其女小式部內侍，她在歌合披露和歌後，定賴特意經過她的房間並且戲弄其說道：「派去丹後的使者回來了嗎？妳一定很擔心了吧？」（丹後へ遣はしける人は参りたりや。いかに心もとなくおぼすらむ），暗指其作品為和泉式部的代作，定賴的直衣衣袖當下被隔著御簾的小式部內侍拉住，她即場詠出了其後來的《百人一首》入選作，定賴當下也無法返歌，最後只好拂袖而逃。
- 《小倉擬百人一首》
權中納言定賴 腰元千鳥
- 《百人一首內 權中納言定賴》

《百人一首》的入選作是：
| 《新編國歌大觀》版本 | 全日本歌牌協會版本 | 嵯峨嵐山文華館版本 | 中譯                                        |
| -------------------- | ------------------ | ------------------ | ------------------------------------------- |
|                      |                    |                    | 宇治臨拂曉 河灘冷霧中 魚梁時隱現 兩岸正迷濛 |

這首和歌收錄於《千載和歌集》卷第六「冬歌」，《新編國歌大觀》編號是420，詞書是「在宇治時的詠唱」（宇治にまかりて侍りける時よめる），為一首平鋪直敘的敘景歌，濃霧的宇治川在天明時，原本的霧氣逐漸消散，逐漸可以看到河流，而直至現時為止只聞其聲的網代便慢慢浮現出來，將寒冬清早的宇治川淡泊景象，通過描寫動態空間來表現出來，《應永抄》指出此歌足以與柿本人麻呂收錄於《萬葉集》的和歌（《新編國歌大觀》編號226）相題並論。然而，此歌並沒有收錄於《定賴集》的自撰或他人撰寫的部分內，而是出現於增補部分，因此可能並非定賴的作品。此外，藤原定家並沒有採錄定賴於一條天皇行幸大堰川時讓其父公任感到心滿意足的作品（收錄於《後拾遺和歌集》，《新編國歌大觀》編號是365）至《八代抄》，而是跟從其父藤原俊成對此歌的評價，將這首作品採錄至《八代抄》，而由於此歌以《源氏物語》的宇治十帖的舞台為背景，宇治的霧也在平安時代末期歌語化，涵蓋《源氏物語》世界的敘景歌也一躍成為佳作，在《百人一首》的入選作中，喜撰、紫式部以及源兼昌等的作品便屬於這一類，這也反映出定家對《源氏物語》的喜愛。
首句是指清晨，在敕撰集中並不常見，但是在《百人一首》入選作中，總共有三首和歌均採用了這歌語，包括此歌、坂上是則以及藤原道信的作品，這也反映出定家的喜好，屬初句切或無句切。第二句是指宇治川的霧氣。第三句的意思是逐漸，指河流的霧氣隨著天明而逐漸消散，為形容動詞的連用形。第四句的意思是景色慢慢浮現出來。末句的意思是在淺水處的網代木，網代木是指在冬天用來代替網的竹製或木製的漁具，修辭上採用了體言止。整首和歌亦多用「あ」音，為一首節拍十足的作品。

## 家集
定賴的家集是《定賴集》，又名《權中納言定賴卿集》、《四條中納言集》、《四條中納言定賴集》，成立於永承末年（1053年左右），由他人撰寫而成，一卷一冊。家集分為定家本系統（流布本系）以及明王院舊藏本系統（異本系）兩類，第一類出自於尊經閣文庫舊藏藤原定家筆本，為長16.2厘米，寬15厘米的枡形列帖裝，題為《四條中納言集》，料紙是薄鳥之子紙和楮紙，有47頁著墨，基本上一面十行，極少數情況下一面九行，和歌一首分作兩行，詞書隔一或兩個空格，書末有定家的識語，總共收錄了189首和歌，重複收錄的和歌有兩首，卷末的兩首則增補自《公任集》，同系統的《群書類從》相比之下少了11首，包括增補的兩首，第一類的獨有歌為64首，前半部分第1首至第136首大致與第二類的後半第335至第442首相同，第一類的前半部分成立於定賴死後約數年的永承5年或6年（1050年或1051年），由其身邊的女房寫成，後半部分第137首至第174首的38首則有與定賴關係密切的女房的手記，收錄的和歌在時期上雖然也涵蓋長和、寬仁、治安和萬壽年間（1012年至1028年）的作品，但是大多數集中於長元、長曆和長久年間（1028年至1044年）。第二類是長26.5厘米，寬20.7厘米的袋綴，題為《四條中納言定賴集》，「明王院藏書七十冊之內」之一，封面是紺色無花紋的楮紙，左上角有短冊大小的題簽，正文料紙同樣為楮紙，有43頁著墨，一面十三行，和歌一首一行，詞書隔兩至三個空格，由冷泉為之寫成，總共收錄了459首和歌，其中包括在卷末增補自敕撰集的18首以及重複的和歌一首，與第一類的共通歌則是121首，獨有歌320首，前半部分以長和和寬仁年間（1012年至1021年）的作品為主，大致按新舊來排序，詞書也長如日記，加上不用敬語，有可能是定賴自己撰寫的版本，成立於寬仁至治安年間（1018年至1023年）。後半部分則以長元至長久年間（1040年至1044年）的作品為主，由於定賴與族人之間的贈答歌排序不一，加上使用了敬語，因此推測由他人撰寫而成，《續群書類從》本也屬於此系統。此外，萩谷朴雖然認為西本願寺本三十六人家集本《兼盛集》的卷末12首實為《定賴集》的一部分，但是森本元子並不認同。底本方面，《新編國歌大觀》和《私家集大成》均同時以第一類和第二類為底本。

## 文化財
1936年5月6日，藤原定家筆《定賴集》獲文化廳指定為重要文化財，現為出光美術館館藏。1938年7月4日，傳藤原定賴筆的烏丸切《後撰和歌集》以手鑑「月台」的名義獲指定為重要文化財，現為東京國立博物館館藏，另一藤原定賴筆的烏丸切《後撰和歌集》則以手鑑「藻鹽草」的名義在1952年3月29日獲指定為國寶，現為京都國立博物館館藏。1945年8月4日，傳藤原定賴筆的大江切《古今和歌集》卷15獲指定為重要美術品，現為大阪青山歷史文學博物館館藏。1951年6月9日，傳藤原定賴筆的《元曆校本萬葉集》的卷四以「元曆校本萬葉集」的名義獲指定為國寶。1953年3月31日，傳藤原定賴筆文選切以「大手鑑」的名義獲指定為國寶，現為陽明文庫藏品。1954年3月20日，傳藤原定賴筆下繪《古今集》切以手鑑「野邊的綠」的名義獲指定為重要文化財，現為前田育德會藏品。

### 註解
1. ↑  《中古歌仙三十六人傳》記載為府勞[2]。
2. ↑  《中古歌仙三十六人傳》記載為皇太后宮御給[2]。
3. ↑  《中古歌仙三十六人傳》記載為府勞[2]。
4. ↑  按《辨官補任》記載，他就任右中辨和中宮權亮的日期分別是長和3年正月24日（1014年2月26日）以及同年10月15日（11月10日）[3]。
5. ↑  《公卿補任》同時記載道中宮御給可能是中宮亮賞[1]，《中古歌仙三十六人傳》則記載為自枇杷第造（遷補任）宮賞[2]。枇杷第本身則是藤原道長的宅邸，位於鷹司小路（日语：下長者町通）以南，東洞院大路（日语：東洞院通）以西一1町（約0.11公里）[7]。
6. ↑  《公卿補任》記載為3月7日（1017年4月6日），3月6日則是有可能[1]。
7. ↑  《中古歌仙三十六人傳》記載為建大安寺長官[2]。
8. ↑  《中古歌仙三十六人傳》和《公卿補任》均記載為4月[2][1]。
9. ↑  着座是指上任後為了展示威嚴，坐上自己在官廳之座的一種儀式[9]。
10. ↑  一代一度是指每任天皇任內只舉行一次的儀式[11]。
11. ↑  祈年穀奉幣是指為了祈求當年豐收，在二十二社舉行奉幣的儀式，在2月和7月的吉日舉行[12]，定文是指在寫作上有一定規限的文章[13]。
12. ↑  色紙形是指在屏風或障子等物件上將色紙大小的紙貼在上面或直接塗成色紙狀，然後在上面寫上各種詩詞歌賦[17]。
13. ↑  物名歌是指將某些事物隱藏於和歌內的作品[19]。
14. ↑  返歌是指當他人贈歌給自己的時候以和歌回贈對方[22]。
15. ↑  詞書是指該和歌的主題和寫作動機等相關事宜[29]。
16. ↑  歌語是指和歌的專有詞彙[31]。
17. ↑  體言止又稱名詞止，是指以名詞來替和歌收筆，從而帶出余韻[32]。

## 外部連結
- . 國書數據庫 （日语）.